# Fernando Bandeirinha
Fernando Óscar Bandeirinha Barbosa (ur. 26 listopada 1962 w Porto) – piłkarz portugalski grający na pozycji prawego obrońcy lub pomocnika.

## Kariera klubowa
Karierę piłkarską Bandeirinha rozpoczął w FC Porto. W sezonie 1981/1982 zadebiutował w jego barwach w pierwszej lidze portugalskiej. Nie miał jednak miejsca w składzie Porto i latem 1982 odszedł do Varzim S.C., w którym spędził trzy sezony. W sezonie 1985/1986 grał w Académice Coimbra.
Latem 1986 Bandeirinha wrócił do Porto. W 1987 roku wywalczył z nim Puchar Mistrzów, Superpuchar Europy oraz Puchar Interkontynentalny. W 1988 roku po raz pierwszy w karierze został mistrzem kraju, a tytuł mistrzowski wywalczył jeszcze pięciokrotnie w karierze w latach: 1990, 1992, 1993, 1995 i 1996. Z kolei w latach 1988, 1991 i 1994 trzykrotnie zdobył Puchar Portugalii. W Porto grał do końca sezonu 1995/1996.
W 1996 roku Bandeirinha odszedł z Porto do FC Felgueiras, spadkowicza z pierwszej ligi. W drużynie tej grał przez sezon w drugiej lidze i następnie zakończył karierę piłkarską.

## Kariera reprezentacyjna
W reprezentacji Portugalii Bandeirinha zadebiutował w 1986 roku. Debiut był zarazem jego jedynym spotkaniem w reprezentacji. W tym samym roku był w kadrze Portugalii na Mistrzostwa Świata w Meksyku, gdzie był rezerwowym i nie rozegrał żadnego spotkania.